# 携帯アート
携帯アート（けいたいアート）は、ネイルアートの手法を用いて、携帯電話にマニキュアを使い絵を描くファッション。ケータイアート、ケイタイアートとも呼ばれる。
1998年頃に、ネイルアート、ファッションカルチャーから生まれた携帯アートは、当時、東京の歩行者天国でネイルアートのパフォマーンスをしていたMaisha（ネイルアートチーム）が携帯電話の端末にネイルアートを施したことから携帯アートと命名しパフォーマンスを披露、メンバーの中には現在、ネイルアートでカリスマ的存在の草野順子も在籍していた。ネイルアートに多くの芸術表現を模索していたチームである。ネイリストに携帯アートを広めるキッカケを作り後のデコ電ブームまで繋がる。
その後、印刷のシールタイプの物も製品として販売されるようになるが、こちらはネイルアートの技術を応用していないので本来の携帯アートとは異なる。
携帯アートはネイリストによる手描きのハンドメイドが主流で、エアブラシを使った物もある。